# Hydractinia ingolfi
Hydractinia ingolfi is een hydroïdpoliep uit de familie Hydractiniidae. De poliep komt uit het geslacht Hydractinia. Hydractinia ingolfi werd in 1932 voor het eerst wetenschappelijk beschreven door Kramp. 